# Университетская библиотека (Кёнигсберг)
Кёнигсбергская государственная и университетская библиотека (нем. Staats- und Universitätsbibliothek Königsberg) была объединённой государственной библиотекой и академической библиотекой в Кёнигсберге, Восточная Пруссия, Германия. Одна из самых престижных библиотек восточногерманского языкового пространства, сравнимая только с Университетской библиотекой Бреслау, в Бреслау в Силезии тогдашней Юго-Восточной Германии (ныне Вроцлав на юго-западе Польши). Кёнигсбергский университет развивался с XVI века из нескольких небольших библиотек. Он был разрушен в 1944 году в ходе массированных бомбардировок британской авиацией.

## История

### Камерная библиотека
Альбрехт, герцог Прусский (1490—1568), основал Камерную библиотеку (Kammerbibliothek), или Немецкую библиотеку (Deutsche Bibliothek) над воротами Кёнигсбергского замка около 1526 года. Её первым директором был герцогский секретарь Бальтазар Ганс. Поскольку Альберт знал латынь лишь на начальном уровне, в коллекции были немецкие книги и переводы иностранных текстов на немецкий язык. В числе авторов были одни из самых влиятельных представителей протестантской Реформации XV века, включая Мартина Лютера, Лазаря Шпенглера, Мартина Буцера, Иоганна фон Штаупица, Андреаса Карлштадта, Венцеслава Линка, Иоганна Эколампадия и Урбана Региуса. Другие тома включали юридические, исторические, географические и медицинские темы. К концу жизни Альбрехта библиотека герцогской палаты расширилась до 500 томов. Камерная библиотека была передана библиотеке замка в 1583 году.

### Серебряная библиотека
Самой заветной частью камерной библиотеки была Серебряная библиотека (Silberbibliothek). Первоначально только два тома Альберта были переплетены серебряными пластинками с тиснением, сделанными серебряными мастерами, но после второго брака герцога в 1550 году с Анной Марией Брауншвейг-Люнебургской их число увеличилось до двадцати. Кроме великолепной Лютеранской Библии Корнелиуса Ворвенда из Нюрнберга, там были также три работы Пауля Гофмана, шесть Герхарда Ленца и пять Иеронима Кеслера, причём последние три были созданы в Кёнигсберге.
20 августа 1611 года Серебряная библиотека перешла к директорам Замковой библиотеки. Она был временно эвакуирована в Кюстрин во время Семилетней войны (1756—1763), в Мемель (позже переименованный в Клайпеду) во время Войны четвёртой коалиции (1806—1807), части Наполеоновских войн (1803—1815) и в Берлин во время Первой мировой войны (1914—1918). С 1924 года она экспонировалась как часть музея тевтонских рыцарей в Кёнигсбергском замке. Она был перенесена в поместье в Карвиндене во время Второй мировой войны (1939—1945), но была потеряна в ходе боевых действий Великой Отечественной войны с вторжением Советского Союза.

### Замковая библиотека
Вдохновлённый притоком образованных людей в Кенигсберг, Альбрехт вместе со своей частной Камерной библиотекой в 1529 году основал для академиков Замковую библиотеку (Schloßbibliothek), или Новую библиотеку (Neue Bibliothek, Bibliotheca nova). Иоганн Кротус из Тюрингии собрал 63 тома 70 авторов, в основном на латинском и греческом языках. Библиотека выросла в размерах, и ей потребовался библиотекарь, деятельный Феликс Кёниг (Рекс) из Гента, также известный как Полифем, который учредил систематические и алфавитные каталоги. Дата начала действий Полифема, 5 декабря 1534 года, считается неформальным началом библиотеки.
Альбрехт сделал Замковую Библиотеку публичной в 1540 году, и это событие отмечали теологи и гуманисты, и восхвалял Вильгельм Гнафей в стихах на латыни. На тот момент коллекция насчитывала 1600 наименований в 800 томах. В «Königsberger Allgemeine Zeitung» Карл Ломейер назвал библиотеку Кёнигсбергского замка первой публичной библиотекой в Европе, старше Бодлианской библиотеки, которая открылась публично в 1602 году. Между 1541—1543 годами Замковая библиотека также приобрела Ordensbibliothek, библиотеку тевтонских рыцарей, ранее находившуюся в Тапиау. К моменту смерти Полифема в 1549 году Замковая библиотека насчитывала 2400 произведений в 1200 томах.
Непосредственными преемниками Полифема были Мартин Хемниц из Тройенбрицена (работал в 1550—1553 годах) и Давид Милезиус из Нейссе. Замковая библиотека процветала под руководством Генриха Целля (работал в 1557—1564 гг.), который добавил 1000 томов и реорганизовал её. Предполагается, что по предложению Целля в 1557 году Альбрехт постановил, что копии всех книг, напечатанных в Пруссии, должны быть включены в Замковую библиотеку; это правило действовало до 1945 года. Преемниками Целля были Иоганн Штайнбах (работал в 1564—1566 гг.), Михаэль Скриниус из Данцига (работал в 1566—1585 гг.) и Матиас Мениус, профессор из Данцига.
Замковая библиотека приобрела Камерную библиотеку в 1583 году и Серебряную библиотеку в 1611 году. Под руководством Мениуса около 1600 года Schlossbibliothek приобрела 204 тома по юриспруденции и 196 томов по теологическим темам. Однако в 1618 году после наследования герцогства Прусского маркграфством Бранденбургским, начался застой; Гогенцоллерны сосредоточились на развитии библиотек Берлина вместо Кёнигсберга. С 1621—1658 годах к последним было добавлено только 343 тома. В конце XVII века Замковая библиотека приобрела коллекцию Богуслава Радзивилла.

### Валленродская библиотека
Валленродская библиотека (Wallenrodtsche Bibliothek) в Кёнигсбергском соборе была основана в XVII веке герцогским канцлером Мартином фон Валленродтом (1570—1632), первая коллекция которого в 3000 томов была уничтожена пожаром в 1623 году. Мартин начал вторую коллекцию, которая к его смерти достигла 2000 томов, а затем была продолжена его сыном, Иоганном Эрнстом фон Валленродтом (1632—1696), который добавил ещё 1000 томов. Эрнст фон Валленродт (1651—1735) пожертвовал ещё 2000 томов в 1718 году.
Среди библиотекарей были профессор Кристиан Генрих Гюттер (работал в 1738—1755), Иоганн Генрих Даниэль Молденхауэр (работал в 1756—1763), Карл Андреас Кристиани (работал в 1763—1780), профессор права Вильгельм Бернхард Йестер (работал в 1780—1785), и Георг Эрнст Сигизмунд Хенниг. Историк Рудольф Райке насчитал 10334 тома, в том числе 200 рукописей и 85 инкунабул.
Валленродская библиотека была включена в состав Государственной и университетской библиотеки в 1909 году, при этом 7000 томов были взяты в учреждение в Миттельтрагхайме, а 3500 томов остались в Кёнигсбергском соборе. Последние были уничтожены в ходе бомбардировкой Кёнигсберга в августе 1944 года во время Второй мировой войны.

### Университетская библиотека
Университетская библиотека (Universitätsbibliothek) была основана в 1544 году как небольшая академическая библиотека для Альбертины, нового Кёнигсбергского университета. Однако её надолго затмили Камерная и Замковая библиотеки. Она начала расширяться в Эпоху Просвещения за счёт частных усилий, а не государственной поддержки. Михаэль Лилиенталь (1686—1750) был библиотекарем в начале XVIII века, а во время правления Мартина Сильвестра Грабе Младшего (1674—1727) он приобрёл 800 томов. Библиотекари-богословы Иоганн Бем (жил в 1687—1753 гг.) и Фридрих Самуэль Бок (1716—1785 гг.) добавили 1744 и 2469 томов соответственно. С 1765 по 1772 год помощником библиотекаря служил Иммануил Кант. Физик Карл Даниэль Ройш был библиотекарем с 1779 по 1806 год. Университетская библиотека часто получала пожертвования, такие как 3000 томов и собрание монет математика Дэвида Близинга (1660—1719), значительная коллекция профессора Келестина Ковалевски (жил 1700—1771 гг.), часть поместья теолога Георга Кристофа Пизански и дар тильзитского купца Иоганна Даниэля Гордака в 1790 году.
Университетская библиотека той эпохи располагалась в двух комнатах в Кёнигсбергском замке между Замковой церковью и башней. Библиотека была открыта только два дня в неделю по три часа и не открывалась вообще зимой 1772/73 года, потому что Бок не хотел работать в холодную погоду.
Георг Генрих Людвиг Николовиус был библиотекарем только в 1807—1809 годах, но благодаря его эффективному руководству библиотека приобрела 2832 тома, больше, чем Ройш успел собрать за гораздо более долгое время. Преобладала историческая коллекция, за ней следовали теология и филология. Немецкая и европейская классика впервые начали появляться во время работы Николовиуса.

### XIX век
В 1810 году, в эпоху прусских реформ, несколько городских собраний, включая Замковую библиотеку, Университетскую библиотеку, Городскую библиотеку и Кейзерлингскую библиотеку, были перемещены в Королевский дворец Кёнигсхаус, построенный для короля Фридриха Вильгельма I в 1731 году в Нойе Зорге. Таким образом, Замковая библиотека стала Королевской библиотекой (Königliche Bibliothek) 21 февраля 1810 года и находилась в ведении кураторства университета. Королевская и университетская библиотеки в 1827 году были объединены в Королевскую и университетскую библиотеку (Königliche- und Universitätsbibliothek). Библиотека Кейзерлинга переехала в Раутенберг в 1821 году, а Публичная библиотека переехала в Кнайпхоф в 1875 году.
В число пожертвований библиотеки вошла личная коллекция Иоганна Фридриха Гербарта (1776—1841). В 1858 году библиофил Фридрих Август Готтхольд (жил в 1839—1880), директор Collegium Fridericianum, подарил библиотеке своё личное собрание из 36 000 томов. Коллекция Готтхольда включала художественную литературу, классическую филологию, педагогику, историю, географию и музыку времён Возрождения. В 1860 году библиотека получила собрание своего главного библиотекаря Кристиана Августа Лобека (1781—1860).
В 1890 году Королевская и университетская библиотека насчитывала 263 636 томов. Коллекции, приобретённые на рубеже веков, включали произведения Фридриха Зандерса (1811—1894), Густава Гиршфельда (1847—1895), Якоба Каро (1835—1904) и Августа Хагена (1834—1910).

### XX век
Королевская и университетская библиотека переехала из Нойе Зорге в Трагхайм в 1901 году. Новое заведение было построено в Миттельтрагхайме на месте барочного дворца Браксен-Теттау, когда-то принадлежавшего аптекарю и советнику Августу Вильгельму Хенше. Прилегающая дорога Henschestraße была названа в его честь. Среди библиотекарей были Фриц Милкау и Эрнст Кюнерт. В 1909 году собрание включило Валленродскую библиотеку, выдающуюся коллекцию провинции.
Учреждение стало Государственной и университетской библиотекой (Staats- und Universitätsbibliothek) после отречения Дома Гогенцоллернов в 1918 году. Кюнерт опубликовал историю библиотеки в 1926 году. Другие коллекции, связанные с объединённой библиотекой, были собраны в Кёнигсбергской обсерватории и Handbibliothek для использования студентами.
В 1939 г. Государственная и университетская библиотека насчитывала 685 000 томов. В начале 1944 года многие из наиболее ценных коллекций библиотеки были эвакуированы в близлежащие дворцы и усадьбы. Сама библиотека была разрушена в ходе бомбардировки Кёнигсберга в августе 1944 года во время Второй мировой войны. Сохранившиеся тексты впоследствии были приобретены советскими и польскими экспертами и учреждениями.
Остатки Государственной и университетской библиотеки можно найти, среди прочего, в:
- Германии: Прусский тайный государственный архив[англ.] в Берлине
- Литве: Библиотека Вильнюсского университета и Литовская национальная библиотека имени Мартинаса Мажвидаса в Вильнюсе
- Польше: Торуньская университетская библиотека[пол.] в Торуне и Hosianum[пол.] в Ольштыне
- России: Балтийский федеральный университет имени Иммануила Канта в Калининграде, Российская государственная библиотека, Государственная публичная историческая библиотека, Библиотека иностранной литературы в Москве; Новосибирск; Библиотека Российской академии наук в Санкт-Петербург, Библиотека Воронежского государственного университета в Воронеже.